# Brem Deman
Pour les articles homonymes, voir Deman.
Brem Deman, né le 16 mai 2002, est un coureur cycliste belge.

## Biographie
En 2020, Brem Deman se classe quatrième de Kuurne-Bruxelles-Kuurne juniors. L'année suivante, il intègre le club VDM-Trawobo. Pour ses débuts espoirs, il termine notamment huitième de Stadsprijs Geraardsbergen, une kermesse professionnelle.
Lors de la saison 2022, il obtient une victoire et diverses places d'honneur dans des épreuves régionales. La même année, il devient vice-champion de Flandre-Occidentale du contre-la-montre espoirs. Il finit également cinquième du Tour du Brabant flamand et sixième du championnat de Belgique espoirs.
En 2023, il rejoint la formation EFC-L&R-Van Mossel de Wim Feys,. Sur route, il se classe troisième du contre-la-montre du Tour du Brabant flamand, ou dixième du Flanders Tomorrow Tour. Il est aussi sélectionné en équipe nationale, après s'être initié au cyclisme sur piste durant l'hiver. On le retrouve au départ des championnats d'Europe, où il prend la seizième place de la poursuite individuelle. Il décroche par ailleurs la médaille de bronze dans la poursuite par équipes aux championnats d'Europe espoirs. Malgré ses résultats, il ne fait pas partie des cyclistes retenus pour disputer la poursuite par équipes aux prochains Jeux olympiques. Deman décide alors de délaisser les vélodromes pour se consacrer à la route, avec pour objectif de signer un contrat profesionnel.
En 2024, il porte les couleurs du club Gaverzicht-BE Okay-Van Mossel. Sous ses nouvelles couleurs, il brille de nouveau sur le Tour du Brabant flamand en terminant deuxième du classement général, tout en ayant remporté son étape contre-la-montre. Il est également sacré champion provincial chez les espoirs.

## Palmarès sur piste

### Championnats d'Europe
| Édition / Épreuve     | Poursuite par équipes |
| Anadia 2023 (espoirs) | Bronze                |

## Palmarès sur route
- 2022
  - 2e du championnat de Flandre-Occidentale du contre-la-montre espoirs
  - 2e du Grand Prix de Honnelles
  - 3e de l'U23 Road Series
- 2024
  - Champion du Brabant flamand sur route espoirs
  - 4e étape du Tour du Brabant flamand (contre-la-montre)
  - Tour de Flandre-Orientale : 
    - Classement général
    - 1re étape (contre-la-montre)

  - 2e du Grand Prix de Geluwe
  - 2e du Tour du Brabant flamand

### Classements mondiaux
| Année                                 | 2022  | 2023  |
| ------------------------------------- | ----- | ----- |
| Classement mondial                    | 2288e | 3306e |
| UCI Europe Tour                       | 1436e | nc    |
|                                       |       |       |
| Légende : nc = non classéSource : UCI |       |       |